# Джаґат Сінґх I
Джаґат Сінґх I (гінді जगत सिंह प्रथम; 1607 — 10 квітня 1652) — магарана князівства Мевар у 1628—1652 роках.

## Життєпис
Походив з династії Сесодія. Син Каран Сінґха II. Посів трон 1628 року. Загалом продовжив політику попередника, зберігаючи умови домовленостей з Імперією Великих Моголів. Приділяв переважно увагу внутрішній політиці. Розбудовував власну столицю Удайпур, завершивши зведення палацового комплесу Джагат Мандір. Водночас був покровителем живопису, внаслідок чого при ньому розвиток меварської школи мініатюри значно пожвавився. 
Разом з тим відправляв своїх вояків в військових кампаніях падишаха Шах Джахана, що велися на півострвоі Індостан. Наприкінці свого володарювання Джаґат Сінґх I вирішив звести потужний мур навколо Читтору, що викликало невдаолення могольського правителя, який розглядав це порушенням Аджмерського договору 1615 року. Тому відправив до Мевару військо на чолі із Садуллах-хану. Джаґат Сінґх I вирішив не доводити справу до бойових дій, відправивши листа Шах Джахану, де вибачився й пообіцяв знести мур. Втім ймовірно не встиг виконати обіцяне, померши 1652 року. Йому спадкував син Радж Сінґх.